# Calathea robiniae
Calathea robiniae är en strimbladsväxtart som beskrevs av H.A.Kenn. Calathea robiniae ingår i släktet Calathea och familjen strimbladsväxter. Inga underarter finns listade.